# علي من وجهة نظر الشيعة
كان علي ابن عم وصهر النبي محمد، وأحد آل البيت. وفقًا للشيعة، كان علي هو الإمام الأول الذي يُعتقد أنه الخليفة الشرعي لمحمد، خلفاء محمد المعينين إلهياً والذين يزعم الشيعة أنهم خلفاء. على الرغم من أن علي كان يُنظر إليه، خلال حياة محمد، على أنه خليفته الأول، إلا أن الأمر استغرق 25 عامًا قبل أن يتم الاعتراف به بلقب الخليفة. وفقًا لمكانة علي، يُعتقد أنه معصوم من الخطأ وهو أحد المعصومين الأربعة عشر في بيت محمد.

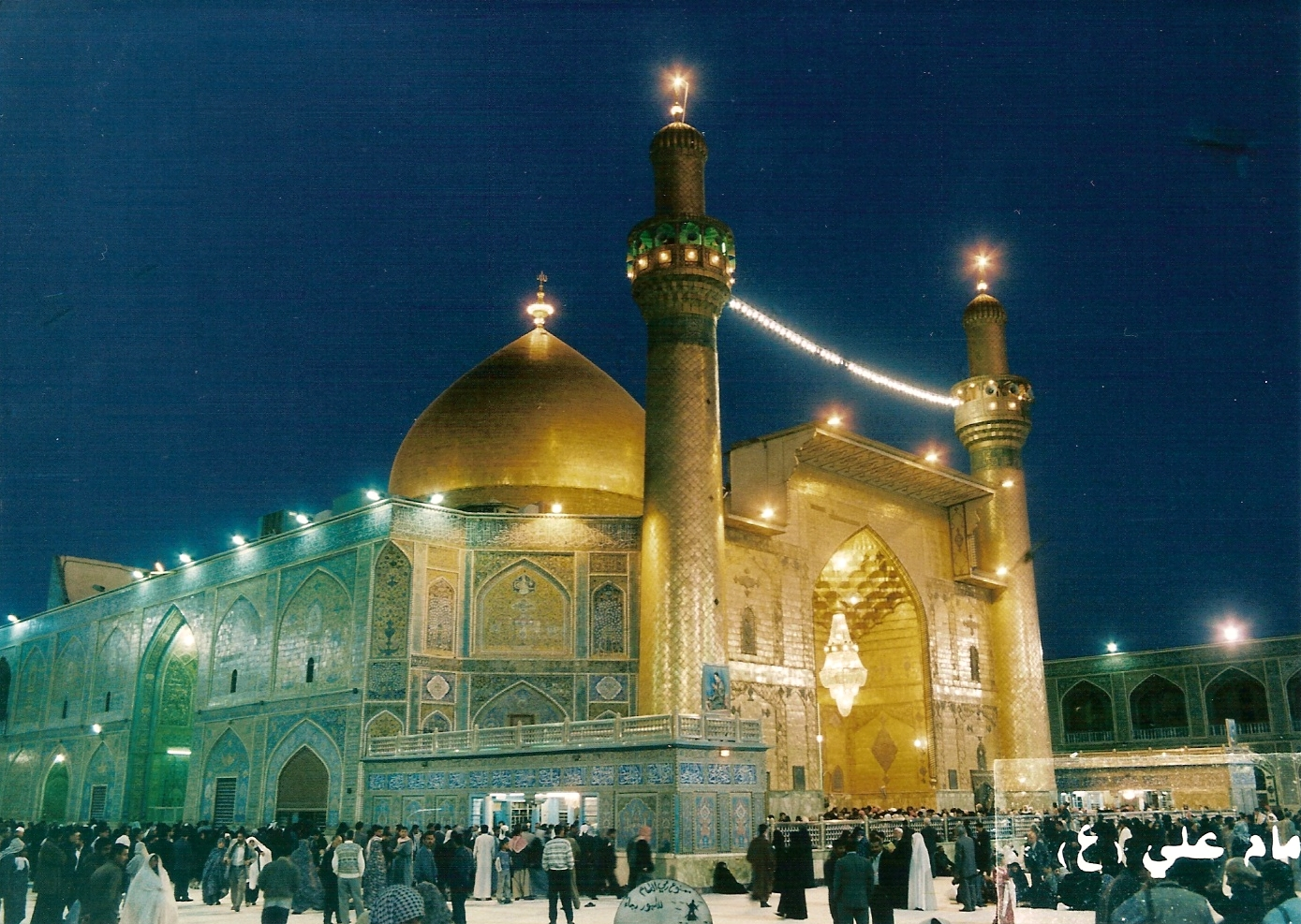
مسجد الامام علي في النجف العراق حيث دفن علي.

أن علي ولد داخل الكعبة في مكة المكرمة،  وكان من قبيلة قريش. كان والد علي وعم محمد، أبو طالب بن عبد المطلب، وصي الكعبة وشيخ بني هاشم، فرع مهم من قبيلة قريش القوية. والدته فاطمة بنت أسد من بني هاشم. في الثقافة العربية، كان شرفًا كبيرًا. لعلي أن يكون والديه ينتميان إلى بني هاشم. وكان علي من نسل إسماعيل بن إبراهيم
خلال طفولته، أمضى علي سنواته الست الأولى تحت سقف والده. بعد ذلك، ونتيجة للمجاعة في مكة وحولها، طلب محمد من عمه أبو طالب السماح لعلي بالحضور والعيش في منزل ابن عمه. سوف تمر أربع سنوات أخرى حتى يعلن محمد نبوته. عندما جاء الأمر الإلهي لمحمد ليبدأ في الوعظ، كان علي، وهو طفل يبلغ من العمر عشر سنوات فقط، أول ذكر يعلن علنًا دعمه لابن عمه. على مدى السنوات التالية، وقف علي بقوة في دعمه لمحمد أثناء اضطهاد المسلمين للمكيين.
هاجر علي إلى المدينة المنورة بعد وقت قصير من محمد. هناك أخبر محمد علي أنه أمر من الله أن يتزوج علي ابنته فاطمة. على مدى السنوات العشر التي قاد فيها محمد المجتمع في المدينة المنورة، كان علي نشطًا للغاية في خدمته، وقاد أحزابًا من المحاربين في الغارات، وكان يحمل الرسائل والأوامر. باستثناء معركة تبوك، شارك علي في جميع المعارك التي خاضها من أجل الإسلام خلال هذا الوقت.
بعد اغتيال الخليفة الثالث عثمان بن عفان، اختار الصحابة في المدينة علي ليكون الخليفة الجديد. واجه التحدي والحرب الأهلية في عهده. بشكل مأساوي، بينما كان علي يصلي وينحني إلى الله في مسجد الكوفة الكبير، ضربه عبد الرحمن بن ملجم، قاتل الخوارج ، بسيف مسموم. توفي علي في الحادي والعشرين من رمضان في مدينة الكوفة عام 661 م. يحظى علي بتقدير كبير لعلمه وإيمانه وصدقه وإخلاصه للإسلام وولائه لمحمد ومعاملته المتساوية لجميع المسلمين وكرمه في مسامحة أعدائه المهزومين. بالإضافة إلى ذلك، يحظى بالاحترام باعتباره الخليفة الشرعي لمحمد. علي يحتفظ بمكانته باعتباره المرجعية العليا في التفسير، الفقه والفكر الديني.
تم تجميع الخطب والمحاضرات والاقتباسات المنسوبة إلى علي في شكل عدة كتب. نهج البلاغة هو أكثرهم احتراما. يعتبره المؤرخون والعلماء عملاً هامًا في الأدب الإسلامي.

## ولادة
فاطمة بنت أسد، زوجة أبو طالب بن عبد المطلب، الحامل بعلي، فترة حملها البالغة 270 يومًا لكنها لم يتم تحريضها على المخاض لتلد طفلًا. اقترح أبو طالب على زوجته أن تقوم بالطواف حول الكعبة وأن تصلي من أجل العون الإلهي. في خضم أداء جولاتها، دخلت في المخاض. في أحد أركان الكعبة المشرفة، والمسمى بـالرُكن اليماني، تفتح الكعبة المشرفة وتم إعطاؤها دفعة من الخلف باتجاه الفتح.
داخل الكعبة، أنجبت فاطمة علي، ولم يفتح جفن الرضيع إلا بعد أن نظر محمد إلى الرضيع. في وقت ولادة علي، نشأت علاقة خاصة بين محمد وعلي، وسوف تتجلى من وقت دعوة محمد في عام 610 م حتى وفاته في عام 632. سوف يُمنح علي امتياز أن يكون شخصًا واحدًا فقط يولد داخل الكعبة المشرفة.
ذكر الرواية يعتبره الشيعة في ليالي بيشاور ، فاطمة بنت أسد، والدة علي، بتسميته تيمناً بوالدها، أسد. لم يوافقها أبو طالب وقال:
يا فاطمة! دعونا نذهب إلى تلال القبيص، وندعو الله (يقول بعض المراسلين أنه يجب عليهم الذهاب إلى المسجد الحرام). قد يخبرنا باسم هذا الطفل.
كان جواب الصلاة علي، مشتق من أسماء الله الحسنى التسعة والتسعين 

## تربية
عندما كان علي يبلغ من العمر ست سنوات تقريبًا، حصل محمد على إذن من عمه أبو طالب لتربيته كطفل له. لمدة عشر سنوات، بقي علي في رعاية محمد وأصبح لا ينفصل، متخذًا شخصية محمد، وذهب إلى حد القول؛ 
كنت أول من صلى مع النبي
كما يقول في خطبة:
لقد رباني الرسول بين ذراعيه وأطعمني لقمة. تبعته أينما ذهب مثل جمل صغير يتبع أمه. كل يوم يصبح جزء جديد من شخصيته معروفًا لي وسأقبله وأتبعه كأمر.

## عصر النبي محمد
كان علي أول طفل أعلن علنًا إيمانه بمحمد ورسالته على الرغم أن علي ولد مسلمًا. جاء إعلانه مع أول خطاب لمحمد موجه لعائلته حول رسالته المعينة من الله. ذكر روايات أنه عندما نزلت آية «وعظوا أقرب أقربائك»  على محمد، دعا علي وقال له:
علي، أمرني الله أن أحذر قبيلتي من أقرب أقرباء. لقد أزعجني ذلك، لأنني علمت أنه عندما أناقشهم الأمر فإنهم سيردون بطريقة لا أحبها. سكت حتى أتى جبرائيل وقال لي «إذا لم تفعل ما أمرت به، سيعاقبك ربك». لذا جهزوا لنا قدرا من الحنطة، وأضيفوا لها ساقا من الضأن، واملأوا لنا وعاء كبير من الحليب، ثم ادعوا لي أبناء عبد المطلب لأكلمهم بما أوصيت به. اخبرهم.
بمجرد أن جمع محمد أعضاء بني عبد المطلب تحدث إليهم قائلاً:
يا بني عبد المطلب؛ إنى والله ما أعلم شابا في العرب جاء قومه بأفضل مما قد جئتكم به؛ إنى قد جئتكم بخير الدنيا والآخرة، وقد أمرني الله تعالى أن أدعوكم إليه، فأيكم يؤازرني على هذا الأمر على أن يكون أخي ووصيتي وخلفتي فيكم؟
امتنعوا جميعًا عن كلام محمد، ورغم أن علي كان أصغرهم أجاب:
أنا يا نبي الله، أكون وزيرك عليه. فأخذ برقبتي»، ثم قال: إن هذا أخي ووصيي ووخليفتي فيكم، فاسمعوا له وأطيعوا
فقام بعض بني عبد المطلب ضاحكين وقالوا لوالد علي أبو طالب:
لقد أوصاك بطاعة ابنك وطاعته!
ومع ذلك، فإن الحديث السابق متنازع عليه ويعتبر ضعيفًا وفقًا لعلماء الأحاديث السنية بسبب من يرون أنه رواة غير موثوق بهم في السلسلة.

## الزواج من فاطمة
يعتقد الشيعة أن قرار بالزواج من فاطمة كان بأمره الله في السماء السابعة وأعطي للملاك جبريل لينقل مباشرة الي علي. يُعتقد أيضًا أنه بسبب طبيعتهم االمعصومه، لم يكن هناك أي جدال أو خلافات بين علي وفاطمة،  ويعتقدون أن علي لم يطلب يد ابنة عمرو بن هشام في الزواج أبدًا، لأن ذلك بعیدا من شأنه، علی معصوم من الخطأ  و أن طلب يد الزواج من  الوثنية هو خطيئة.   كما يعتقدون أن محمدا لم يمنحه لقب أبو تراب في استياء منه، بل من فرحه بغزوة العشيرة.

## الهجرة إلى المدينة
في عام 622 م، عام هجرة محمد إلى يثرب (المدينة الآن)، خاطر علي بحياته بالنوم في سرير محمد لانتحال شخصيته وإحباط مؤامرة اغتياله، حتى يتمكن محمد من الهروب بأمان. هذه الليلة تسمى «ليلة المبيت». ووفقا لبعض الأحاديث النبوية نزلت الآية عن علي تصف تضحيته في ليلة الهجرة التي تقول «وَمِنَ النَّاسِ مَن يَشْرِي نَفْسَهُ ابْتِغَاء مَرْضَاتِ اللّهِ وَاللّهُ رَؤُوفٌ بِالْعِبَادِ» 
نجا علي من المؤامرة، لكنه خاطر بحياته مرة أخرى بالبقاء في مكة لتنفيذ تعليمات محمد أن يؤدي الأمانات إلى أهلها التي يضعون أهل قريش أماناتهم عند النبي محمد. ثم ذهب إلى المدينة المنورة مع فاطمة بنت أسد (والدته) وفاطمة (بنت محمد) وامرأتين أخريين.
ثم ذهب محمد في حجة الوداع وعند عودته لقد توقفوا في مكان يُدعى غدير خم. جلس محمد على منبر مصنوع من سروج. ثم خطب للمسلمين خطبة جاء فيها الحديث أنه قال: «من كنت مولاه فعلي مولاه». يأخذ الشيعة هذه الكلمة بمعناها «سيد»، يعتبرها السنة أنها تعني «صديق».

## خلافة النبي محمد
بعد وفاة النبي محمد بينما كان علي وبقية أفراد عائلة محمد المقربين يغسلون جسده لدفنه أشارت إلى خلاف حول من سيخلفه، بحسب الشيعة أن الخلافة كانت معروفًه من خلال العديد من الأحاديث المتعلقة بمحمد وفي القرآن. لكن اجتمع الأنصار في سقيفة بني ساعدة ورشحوا سعد بن عبادة ليكون خليفة للمسلمين، وحين سمع أبو بكر وعمر بهذا توجها إلى السقيفة وأكدوا على أحقية المهاجرين بالخلافة كما تقول المصادر السنية ودار جدال بينهم، في النهاية تم اختيار أبو بكر ليكون خليفة النبي.
تنازع بعض أصحاب محمد في اختيار أبو بكر، الذين رأوا أن محمد نفسه قد عين علي خليفته.
ولاحقا عندما استعانت فاطمة وعلي من الصحابة في حقه في الخلافة أجابوا: يا بنت رسول الله! لقد بايعنا أبي بكر. إذا جاء علي إلينا قبل ذلك، فلن نتخلى عنه بالتأكيد. فقال علي: هل يليق أن ننازع على الخلافة حتى قبل دفن النبي؟ 
بعد انتخابه للخلافة، توجه أبو بكر وعمر مع عدد قليل من رفاقه إلى منزل فاطمة لإجبار علي وأنصاره الذين تجمعوا هناك على بيع ولائهم لأبي بكر. ثم يزعم أن عمر هدد بإضرام النار في المنزل ما لم يخرجوا ويبايعوا أبي بكر. ثم أضرم عمر النار في المنزل ودفع الباب المحترق علي فاطمة التي كانت حاملاً في ذلك الوقت مما تسبب في إجهاضها. وتقول بعض المصادر عند رؤيتهم أن علي خرج ولكن تم تقييده من قبل عمر وأصحابه.  نادت فاطمة، لدعما لزوجها، ضجة وهددت بـ «كشف شعرها»، فرضخ أبو بكر عنها وانسحب. وبحسب ما ورد قال علي مرارًا وتكرارًا إنه لو كان برفقته أربعون رجلاً لقاوم. عندما قُدِّم اختيار أبو بكر للخلافة، امتنع علي عن يمين الولاء حتى وفاة فاطمة. لم يؤكد علي حقه لأنه لم يرغب في دفع الجالية المسلمة الناشئة إلى الفتنة.
طلبت فاطمة من علي عدم السماح للخليفة أو أي من أتباعه بالانضمام إلى دفنها. بعد شهرين أو ثلاثة أشهر من وفاة والدها توفيت فاطمة نفسها. عندما كانت علي تجهز جسدها للدفن شعر بأضلاعها المكسورة (حدث ذلك عندما جرحها عمر وأولئك الذين حاولوا الاستيلاء على منزلها) وبدأ في البكاء. في الليل أخذ علي جثمانها للدفن. في اليوم التالي أراد الخليفة وأتباعه أن ينزلوا جسدها للصلاة عليه، لكن علي لم يسمح بذلك. 
تسببت هذه القضية الخلافية في انقسام المسلمين فيما بعد إلى مجموعتين، سنية وشيعية. يعتقد الشيعة أن محمدًا عيّن علي صراحةً خلفًا له في غدير خم وأن القيادة الإسلامية تخصه والتي تم تحديدها بأمر إلهي.
كما اختلفت المجموعتان في موقف علي من أبي بكر، والخليفتان اللذين خلفاه: عمر وعثمان بن عفان. يرغب السنة إلى التأكيد على قبول علي ودعمه لحكمهم، بينما يزعم الشيعة أنه نأى بنفسه عنهم، وأنه ملزوم منعه من أداء الواجب الديني الذي كلفه به محمد. يؤكد السنة أنه إذا كان علي هو الخليفة الشرعي الذي أمره الله بنفسه، لكان من واجبه كقائد للأمة الإسلامية الحرب مع هؤلاء الناس (أبو بكر وعمر وعثمان) حتى یحصل على الخلافة. يؤكد الشيعة أن علي لم يقاتل أبو بكر أو عمر أو عثمان، لأنه لم يكن لديه القوة العسكرية، وإذا كان قد قرر ذلك، لكان ذلك قد تسبب في حرب أهلية بين المسلمين. یعتقد علي أيضًا أنه يمكن أن يؤدي دوره كإمام دون قتال.
كان علي نفسه مقتنعًا بشدة بشرعيته للخلافة بناءً على قرابة وثيقة مع محمد، وارتباطه الوثيق ومعرفته بالإسلام ومزاياه في خدمة قضيتها. لم يغير علي رأيه عندما بايعه أخيرًا لأبي بكر ثم لعمر وعثمان، لكنه فعل ذلك من أجل وحدة الإسلام، في الوقت الذي اتضح فيه أن المسلمين قد ارتدوا عنه.